# Kolbermoor
Kolbermoor – miasto w Niemczech, w kraju związkowym Bawaria, w rejencji Górna Bawaria, w regionie Südostoberbayern, w powiecie Rosenheim. Leży około 5 km na zachód od Rosenheim, nad rzeką Mangfall, przy linii kolejowej Holzkirchen – Rosenheim.

## Dzielnice
- Aiblinger Au
- Kolbermoor
- Lohholz
- Mitterhart
- Oberhart
- Pullach
- Schlarbhofen
- Grubholz
- Markholz

## Demografia
Dane o ludności z 31 grudnia 2008:
| Opis                                | Ogółem | Ogółem | Kobiety | Kobiety | Mężczyźni | Mężczyźni |
| ----------------------------------- | ------ | ------ | ------- | ------- | --------- | --------- |
| Jednostka                           | osób   | %      | osób    | %       | osób      | %         |
| Populacja                           | 17 868 | 100    | 9149    | 51,2    | 8719      | 48,8      |
| Wiek przedprodukcyjny (0–17 lat)    | 3334   | 18,66  | 1606    | 8,99    | 1728      | 9,67      |
| Wiek produkcyjny (18–65 lat)        | 11 409 | 63,85  | 5787    | 32,39   | 5622      | 31,46     |
| Wiek poprodukcyjny (powyżej 65 lat) | 3125   | 17,49  | 1756    | 9,83    | 1369      | 7,66      |

## Polityka
Burmistrzem miasta jest Peter Kloo z SPD, rada miasta składa się z 24 osób.
|      | CSU | SPD | FW | GL | REP | Razem |
| 2008 | 8   | 7   | 4  | 3  | 2   | 24    |
| 2002 | 11  | 6   | 2  | 3  | 2   | 24    |

## Ludzie urodzeni w Kolbermoor
- Paul Breitner – piłkarz
- Max Rauffer – narciarz
- Bastian Schweinsteiger – piłkarz
- Josef Straßberger – sztangista